# Final do Campeonato Potiguar de Futebol de 2016
A Final do Campeonato Potiguar de 2016 foi a decisão da 97ª edição do Campeonato Potiguar. vai ser disputada entre o América de Natal e o ABC de Natal, os jogos foram disputados nos dias 01 e 07 de maio.
O ABC, por ter empatado um primeiro jogo por 3 a 3 e vencido o segundo jogo em 4 a 0, sagrou-se pela 53ª vez Campeão Potiguar.

## Transmissão
Para o Nordeste do Brasil, o jogo de ida foi transmitido pelo Canal Esporte Interativo e pela InterTV Cabugi e o jogo da volta será pelo Esporte Interativo Maxx e Esporte Interativo.

## Caminho até a final
Os dois finalistas se classificaram para Final por vencer um turno cada um, onde América de Natal ganhou o 1º turno chamado de Copa Cidade de Natal e ABC ganhou o 2º Turno chamado de Copa RN.
| Primeira Fase    | Primeira Fase | Primeira Fase       | Finalistas | Segunda Fase | Segunda Fase | Segunda Fase        |
| América-RN       | América-RN    | América-RN          | Rodadas    | ABC          | ABC          | ABC                 |
| Casa             | Resultado     | Fora                | Rodadas    | Casa         | Resultado    | Fora                |
| ---------------- | ------------- | ------------------- | ---------- | ------------ | ------------ | ------------------- |
| Alecrim          | 0 – 4         | América de Natal    | 1ª         | Palmeira     | 0 – 2        | ABC                 |
| América de Natal | 4 – 0         | ASSU                | 2ª         | ABC          | 2 – 0        | Globo               |
| América de Natal | 0 – 2         | ABC                 | 3ª         | ABC          | 1 – 1        | América de Natal    |
| Palmeira         | 0 – 4         | América de Natal    | 4ª         | Alecrim      | 1 – 0        | ABC                 |
| América de Natal | 3 – 1         | Potiguar de Mossoró | 5ª         | ABC          | 3 – 1        | Baraúnas            |
| Globo            | 2 – 0         | América de Natal    | 6ª         | ASSU         | 0 – 0        | ABC                 |
| América de Natal | 2 – 0         | Baraúnas            | 7ª         | ABC          | 3 – 1        | Potiguar de Mossoró |

Legenda:      Vitória —      Empate —      Derrota
| Classificação | Classificação       | Classificação | Classificação | Classificação | Classificação | Classificação | Classificação | Classificação | Classificação | Classificação | Classificação |
| Pos           | Times               | Pts           | J             | V             | E             | D             | GP            | GC            | SG            | %             |               |
| ------------- | ------------------- | ------------- | ------------- | ------------- | ------------- | ------------- | ------------- | ------------- | ------------- | ------------- | ------------- |
| 1             | América de Natal    | 15            | 7             | 5             | 0             | 2             | 17            | 5             | +12           | 71.4          |               |
| 2             | Globo               | 14            | 7             | 4             | 2             | 1             | 13            | 7             | +6            | 66.7          |               |
| 3             | Potiguar de Mossoró | 14            | 7             | 4             | 2             | 1             | 11            | 6             | +5            | 66.7          |               |
| 4             | ASSU                | 11            | 7             | 3             | 2             | 2             | 10            | 11            | –1            | 52.4          |               |
| 5             | Baraúnas            | 10            | 7             | 3             | 1             | 3             | 8             | 8             | 0             | 47.6          |               |
| 6             | ABC                 | 7             | 7             | 2             | 1             | 4             | 6             | 8             | –2            | 33.3          |               |
| 7             | Alecrim             | 6             | 7             | 2             | 0             | 5             | 5             | 14            | –9            | 28.6          |               |
| 8             | Palmeira            | 3             | 7             | 1             | 0             | 6             | 7             | 18            | –11           | 14.3          |               |

| 28 de fevereiro  |                |       |                        |
| América de Natal | 0–0 (0-0 pro.) | Globo | Arena das Dunas, Natal |

| Classificação | Classificação       | Classificação | Classificação | Classificação | Classificação | Classificação | Classificação | Classificação | Classificação | Classificação | Classificação |
| Pos           | Times               | Pts           | J             | V             | E             | D             | GP            | GC            | SG            | %             |               |
| ------------- | ------------------- | ------------- | ------------- | ------------- | ------------- | ------------- | ------------- | ------------- | ------------- | ------------- | ------------- |
| 1             | ABC                 | 14            | 7             | 4             | 2             | 1             | 11            | 4             | +7            | 66.6          |               |
| 2             | Alecrim             | 14            | 7             | 4             | 2             | 1             | 12            | 7             | +5            | 66.6          |               |
| 3             | Potiguar de Mossoró | 12            | 7             | 3             | 3             | 1             | 8             | 5             | +3            | 57.1          |               |
| 4             | Globo               | 11            | 7             | 3             | 2             | 2             | 12            | 8             | +4            | 52.4          |               |
| 5             | Baraúnas            | 11            | 7             | 3             | 2             | 2             | 8             | 8             | 0             | 52.4          |               |
| 6             | ASSU                | 9             | 7             | 2             | 3             | 2             | 8             | 10            | –2            | 42.9          |               |
| 7             | América de Natal    | 5             | 7             | 1             | 2             | 4             | 10            | 7             | +3            | 23.8          |               |
| 8             | Palmeira            | 0             | 7             | 0             | 0             | 7             | 5             | 25            | –20           | 0.0           |               |

| 16 de abril |     |         |                        |
| ABC         | 2–0 | Alecrim | Arena das Dunas, Natal |

## Detalhes da Final

### Jogo de Ida
| 01 de maio de 2016 | América de Natal                         | 3 – 3          | ABC                                                    | Arena das Dunas, Natal                                                             |
| 16:00              | Rômulo 6', 45+3' · Flávio Boaventura 76' | Súmula Borderô | 47' Tiago Dutra · 61' Echeverría · 90+3' Márcio Passos | Público: 14 764 Renda: R$ 244.031,50 Árbitro: RS Jean Pierre Gonçalves Lima (FIFA) |

| América-RN | ABC |

| G                | 1  | Pantera           | 15' |  |     |
| LD               | 2  | Gabriel           |     |  |     |
| Z                | 3  | Flávio Boaventura |     |  |     |
| Z                | 4  | Gustavo           |     |  |     |
| LE               | 6  | Alex Cazumba      |     |  |     |
| V                | 5  | Tiago Dutra       | 71' |  |     |
| V                | 7  | Felipe Macena     |     |  |     |
| M                | 8  | Bruno Renan       | 59' |  |     |
| M                | 10 | Cascata           |     |  |     |
| A                | 11 | Thiago Potiguar   | 66' |  |     |
| A                | 9  | Rômulo            | 32' |  | 83' |
| Substituições:   |    |                   |     |  |     |
| M                | 20 | Matheus           | 66' |  |     |
| V                | 18 | Pedro Ivo         | 71' |  |     |
| LD               | 15 | Alan Silva        | 83' |  |     |
| Treinador:       |    |                   |     |  |     |
| Moura (interino) |    |                   |     |  |     |

| G              | 1  | Vaná           |     |  |     |  |     |
| LD             | 2  | Filipi Souza   |     |  |     |  |     |
| Z              | 3  | Montanha       |     |  |     |  |     |
| Z              | 4  | Léo Fortunato  | 18' |  |     |  |     |
| LE             | 6  | Alex Ruan      | 82' |  |     |  |     |
| V              | 5  | Márcio Passos  |     |  |     |  |     |
| M              | 7  | Erivélton      | 71' |  |     |  |     |
| M              | 8  | Echeverría     | 78' |  |     |  |     |
| M              | 10 | Lúcio Flávio   |     |  |     |  |     |
| A              | 11 | Jones Carioca  | 17' |  |     |  |     |
| A              | 9  | Nando          |     |  |     |  |     |
| Substituições: |    |                |     |  |     |  |     |
| Z              | 13 | Jerferson Lima | 18' |  | 27' |  | 45' |
| V              | 15 | Zaquel         | 45' |  | 75' |  |     |
| M              | 20 | Chiclete       | 71' |  |     |  |     |
| Treinador:     |    |                |     |  |     |  |     |
| Geninho        |    |                |     |  |     |  |     |

| Bandeirinhas: RS Kléber Lúcio Gil (FIFA) RS Nadine Schramm Câmara Bastos (FIFA) Quarto árbitro: RN Caio Max Augusto Vieira (CBF) Quinto árbitro: RN Vinícius Melo de Lima (CBF) |

### Jogo de Volta
| 07 de maio de 2016 | ABC                                                      | 4 – 0          | América de Natal | Frasqueirão, Natal                                                          |
| 16:00              | Echeverría 5' · Jones Carioca 24' · Nando 34' (pen), 71' | Súmula Borderô |                  | Público: 13 333 Renda: R$ 249.634,00 Árbitro: PR Héber Roberto Lopes (FIFA) |

| ABC | América-RN |

| G              | 1  | Vaná          |       |     |
| LE             | 2  | Filipi Souza  |       |     |
| Z              | 3  | Gabriel       |       |     |
| Z              | 4  | Márcio Passos |       |     |
| LD             | 6  | Alex Ruan     |       |     |
| V              | 5  | Zaquel        | 29'   | 84' |
| M              | 7  | Erivélton     | 75'   |     |
| M              | 8  | Echeverría    |       |     |
| M              | 10 | Lúcio Flávio  |       |     |
| A              | 11 | Jones Carioca | 24'   |     |
| A              | 9  | Nando         | 45+4' |     |
| Substituições: |    |               |       |     |
| M              | 18 | Chiclete      | 75'   |     |
| V              | 15 | Jardel        | 84'   |     |
| Treinador:     |    |               |       |     |
| Geninho        |    |               |       |     |

| G                | 1  | Pantera           |       |     |
| LE               | 2  | Alan Silva        | 27'   |     |
| Z                | 3  | Flávio Boaventura |       |     |
| Z                | 4  | Gustavo           |       |     |
| LD               | 6  | Alex Cazumba      | 57'   |     |
| V                | 5  | Bruno Renan       |       |     |
| V                | 7  | Felipe Macena     |       |     |
| M                | 8  | Gabriel           | 45'   |     |
| M                | 10 | Cascata           |       |     |
| A                | 11 | Thiago Potiguar   | 65'   |     |
| A                | 9  | Luiz Eduardo      | 45+4' |     |
| Substituições:   |    |                   |       |     |
| M                | 20 | Matheus           | 27'   | 61' |
| V                | 17 | Pedro Ivo         | 45'   |     |
| LE               | 16 | Bruno             | 61'   |     |
| Treinador:       |    |                   |       |     |
| Moura (interino) |    |                   |       |     |

| Bandeirinhas: MG Guilherme Dias Camilo (FIFA) SC Neuza Inês Back (FIFA) Quarto árbitro: RN Zandick Gondim Alves Júnior (CBF) Quinto árbitro: RN Ruan Neres Souza de Queirós (CBF) |

## Premiação
| Campeonato Potiguar de 2016            |
| -------------------------------------- |
|                                        |
| ABC Futebol Clube Campeão (53º título) |